# Kalijev hidrogenkarbonat
Kalijev hidrogenkarbonat ali kalijev bikarbonat je brezbarvna, rahlo bazična in rahlo slana spojina brez vonja. Spojina je na splošno priznana kot »varna«, se pravi da ni ugotovljena njena rakotvornost in neželeni učinki zaradi prevelikega odmerka. LD50 ni določena. V naravi se pojavlja kot zelo redek mineral kalicinit. 

## Kemija
Kalijev hidrogenkarbonat pri temperaturi 100-120 °C razpade:
2 KHCO3 → K2CO3 + CO2 + H2O
Pripravlja se tako, da se smer gornje reakcije obrne: 
K2CO3 + CO2 + H2O → 2 KHCO3

## Uporaba
Spojina se uporablja kot vir ogljikovega dioksida za vzhajanje testa v pekarstvu, sredstvo za gašenje požarov suhimi gasilnimi aparati, ker je dvakrat bolj učinkovit kot natrijev bikarbonat, in pufer v farmacevtskih proizvodih. V vinarstvu in živilski industriji se uporablja kot aditiv za regulacijo pH (E501). Pogosto je sestavina sodavice, ker umirja burno izhajanje mehurčkov ogljikovega dioksida, in ustekleničene vode, ker poboljša njen okus.
Kalijev bikarbonat je učinkovit fungicid proti oidiju in pegavosti jabolk, dovoljen tudi v ekološkem kmetijstvu.